# Festival bunjevački’ pisama 2017.
Festival bunjevački’ pisama 2017. bio je sedamnaesto izdanje tog festivala. 
Festival se održao 24. rujna 2017. u sportskoj dvorani Srednje tehničke škole „Ivan Sarić" u Subotici u 20 sati. Organizator je Hrvatska glazbena udruga "Festival bunjevački pisama". Izvedeno je 18 pjesama.
Stručno prosudbeno povjerenstvo bili su:  
Posebno stručno prosudbeno povjerenstvo bili su: 
Izvođače je pratio festivalski orkestar pod ravnanjem Mire Temunović.
Voditelji Festivala:
Glasovanje: 
Televizijski i radijski prijenos: K23 TV
Na natječaj je stiglo kompozicija, a stručno povjerenstvo odabralo je najbolje koje su i izvedene. Najavljeni izvođači bili su, i među njima i debitanti:
- Gabrijel Lukač - S izvora (Pere Ištvančić - Stipan Bašić Škaraba - Pere Ištvančić)
- Miljana Kostadinović
- Ines Bajić
- Martina Stantić
- Lidija Ivković
- Milan Horvat
- Marinko Rudić Vranić
- Tamburaški orkestar Rujna zora
- Ansambl Hajo
- Ansambl Biseri
- Ansambl Ravnica
- duet Zvonko Markovinović i Ljiljana Tomić Markovinović
- Kristina Crnković
- Luka Matatić
- Josip Miljački Matak
- David Crvenković
- Tamburaški sastav SAN
- Mugdin Nuhanović uz pratnju Gradskog tamburaškog orkestra Pljevlja - Kada prođem putom kraj salaša

Stručnji ocjenjivački sud dodijelio je nagrade za skladatelje:
- Prva nagrada:  Pere Ištvančić, glazba i aranžman za pjesmu S izvora. Stihove je napisao Stipan Bašić Škaraba. Pjesma govori o doseljavanju Hrvata Bunjevaca na ove prostore. Izvodi ju Gabrijel Lukač uz pratnju tamburaša i Augustina Žigmanova koji je svirao gajde.
- Druga nagrada:  Uroš Manojlović, autor teksta i glazbe za pjesmu Briga me za sve
- Treća nagrada: Josip Francišković, za pjesmu Bećaruša.

Najbolja pjesma po izboru publike: Pere Ištvančić, glazba i aranžman za pjesmu S izvora
Nagrada za najbolji do sada neobjavljeni tekst po izboru posebnog stručnog žirija:  Stipan Bašić Škaraba, za pjesmu S izvora
Nagrada za najbolji aranžman: Miran Tikvicki za pjesmu Uspavanka
Nagrada stručnog žirija za najbolju interpretaciju: Gabrijel Lukač, za izvedbu pjesme S izvora
Nagrada za najboljeg debitanta: Mugdin Nuhanović, uz pratnju Gradskog tamburaškog orkestra Pljevlja, za izvođenje pjesme Kada prođem putom kraj salaša

## Vanjske poveznice
- Facebook XVII. Festival bunjevački pisama
- Hrvatska nezavisna lista Subotica Gabrijel Lukač s pjesmom 'S izvora' pobjednik XVII. po redu Festivala bunjevački pisama - 25. rujna 2017.